# ほどなく、お別れです
『ほどなく、お別れです』（ほどなく、おわかれです）は、長月天音による日本の小説。夫の5年にわたる闘病生活を支え、死別から2年の歳月をかけて書き上げたお葬式小説。

## 登場人物

### 主要人物
漆原礼二（うるしばら れいじ）
事故や自死など「訳あり」の葬儀を得意とするフリーの葬祭ディレクター。独立してからも坂東会館社長から依頼が多く、坂東会館にも継続的に出入りしている。葬儀や打合せなど遺族と会う場面では丁寧な言葉遣いだが、社員のみのときは高圧的な態度を取り、こちらが本性。美空の教育係に抜擢後はさらに坂東会館に入り浸り、繁忙期には宿直のシフトにも入る。
清水美空（しみず みそら）
父が坂東会館社長と釣り仲間という縁で大学入学後にホールスタッフとしてバイトを開始。就職活動を優先して半年ほどアルバイトは休んでいたが、人手が足りないと赤坂から連絡を受け復帰。下町育ちでマンションへの憧れから不動産業界に絞って就職活動していたが全敗し、気持ちのリセットとしてアルバイトに集中していくうちに、自分は坂東会館で仕事がしたいと、両親に相談し同意を得てから坂東会館に就職し、漆原の提案で葬祭ディレクターを目指す。宿直のシフトは免除されている。
清水美鳥（しみず みどり）
美空の姉だが、美空が生まれる前日に川で事故死したので直接対面はしていない。女児の姿のまま霊となって美空を見守る。
里見道生（さとみ どうしょう）
坂東会館と契約している真言宗豊山派の光照寺の四男。漆原とは大学時代からの縁で、漆原担当の葬儀に呼ばれることも多い。霊が見えて会話もできるので、美鳥の存在にも気づく。

### 坂東会館
赤坂陽子（あかさか ようこ）
美空と仲の良いホール担当社員。
椎名優人（しいな ゆうと）
美空入社前は、葬祭部一番の若手社員で、社員時代の漆原にスパルタ教育を受けた。
青田（あおた）
葬祭部のベテランの男性社員。
宮崎（みやざき）
葬祭部の男性社員。ゴルフ好きで日焼けしている。
勤続20年以上のベテランで、10歳以上年下の妻との間に双子の娘がいる。出身は北海道だが、実母の危篤の知らせより仕事を優先した。
水神（みずがみ）
葬祭部の最古参で先代社長の代から勤務し、定年退職後の現在は嘱託社員として、渉外活動と称して寺や檀家との交流を続けている。
藤木（ふじき）
美空と同じ学生バイト。
社長
坂東会館の社長。美空の父とは高校時代の同級生で釣り仲間。
小暮千波（こぐれ ちなみ）
社長の甥。葬祭ディレクター専門学校を卒業し西東京地区の大手葬儀社を経て坂東会館に入社。

### その他
白石夏海（しらいしなつみ）
美空の高校時代の同級生。ファッションブランド企業に入社しスカイツリータウンの店舗で勤務。高校時代に当時大学生の兄がサーフィンにでかけたまま行方不明に。
坂口有紀（さかぐち ゆき）
駒形橋病院の終末期病棟の看護師で、漆原や葬祭部とは顔なじみ。夏海の兄の交際相手だった。

## 書誌情報
- 長月天音『ほどなく、お別れです』
  - 単行本 2018年12月13日発売 ISBN 978-4-09-386527-2
  - 文庫 2022年7月 ISBN 978-4-09-407163-4
- 長月天音『ほどなく、お別れです それぞれの灯火』
  - 単行本 2020年3月刊行
  - 文庫 2023年3月 ISBN 978-4-09-407240-2
- 長月天音『ほどなく、お別れです 思い出の箱』
  - 単行本 2022年7月発売ISBN 978-4-09-386648-4
  - 文庫 2025年5月 ISBN 978-4-09-407456-7

## 漫画
込由野しほ作画で『マンガワン』（小学館）にて2023年5月2日から連載中。

### 書誌情報
- 長月天音（原作）・込由野しほ（作画）『ほどなく、お別れです』小学館〈裏少年サンデーコミックス〉、既刊4巻（2025年5月19日現在）
  1. 2023年10月19日発売[15][小 1]、ISBN 978-4-09-852875-2
  2. 2024年2月19日発売[小 2]、ISBN 978-4-09-853128-8
  3. 2024年9月19日発売[小 3]、ISBN 978-4-09-853606-1
  4. 2025年5月19日発売[小 4]、ISBN 978-4-09-854107-2

## 映画
2026年2月6日に公開予定。監督は三木孝浩、脚本は岡田惠和監修のもと本田隆朗が務める。主演は本作が初共演となる浜辺美波と目黒蓮。

### キャスト

#### 主要人物（映画）
清水美空（しみず みそら）
演 - 浜辺美波
就職活動全敗のさなか、葬儀会社「坂東会館」にインターンとして就職し、漆原の指南のもと、葬祭プランナーとして働き始める。
漆原礼二（うるしばら れいじ）
演 - 目黒蓮
事故や物件死など、遺族にとって受け入れがたい葬儀を主に担当する葬祭プランナー。遺族や故人に対しては誰よりも誠実で丁寧に接する一方、インターンとして入社した美空に対しては毒舌で人遣いが粗く、彼女を厳しく指導する。

### スタッフ
- 原作 - 長月天音『ほどなく、お別れです』シリーズ（小学館文庫刊）
- 監督 - 三木孝浩
- 脚本監修 - 岡田惠和
- 脚本 - 本田隆朗
- 音楽 - 亀田誠治[19]
- プロデューサー - 春名慶、稲垣優[17][18]
- 配給 - 東宝[18]
- 製作 -「ほどなく、お別れです」製作委員会

### 小学館コミック
以下の出典は小学館コミック（小学館）内のページ。書誌情報の発売日の出典としている。
1. ↑  “ほどなく、お別れです 1”.   小学館. 2022年5月24日閲覧。
2. ↑  “ほどなく、お別れです 2”.   小学館. 2022年5月24日閲覧。
3. ↑  “ほどなく、お別れです 3”.   小学館. 2022年5月24日閲覧。
4. ↑  “ほどなく、お別れです 4”.   小学館. 2025年5月19日閲覧。